# Bengt Holbek

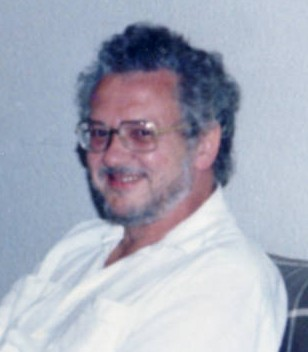
Bengt Holbek

Bengt Knud Holbek (* 1. April 1933 in Kopenhagen; † 27. August 1992 ebenda) war ein dänischer Folklorist.

## Werdegang
Holbek macht 1962, im Anschluss an das Studium der dänischen und lateinischen Philologie sowie der Folkloristik an der Universität Kopenhagen seinen Magister Artium. In den Jahren danach ist er als Archivar an der dortigen Dansk Folkemindesamling tätig, bis er 1970 Dozent am Institut for Folkemindevidenskab (seit 1988 Institut for Folkloristik) der Kopenhagener Universität wird. 1987 habilitiert er sich mit der Arbeit Interpretation of Fairy Tales.
Nach Veröffentlichung seiner Dissertation (Habilitationsschrift in Dänemark) wurde er Mitherausgeber der Folklore Fellows’ Communications und blieb es bis zuletzt.

## Publikationen
- Interpretation of fairy tales. Danish folklore in a European perspective. Helsinki 1987 (Folklore Fellows’ communications; 239).
- On the comparative method in folklore research. Turku 1992 (Nordisk Institut for Folkedigtning: NIF papers; 3).
- Tendencies on modern folk narrative research. Turku 1992 (Nordisk Institut for Folkedigtning: NIF papers; 04).